# Sentinel–1
A Sentinel–1 az európai Kopernikusz program keretében az ESA által fejlesztett Sentinel műholdflotta első tagja. A műholdon elhelyezett C–sávban felvételező radar nappal és éjszaka valamint időjárástól függetlenül is képes képeket készíteni a Föld felszínéről. A két egymással 180°-os szöget bezáró napszinkron pályán keringő műholdpár tagjai a 2014. április 3-án és a 2016. április 25-én felbocsátott Sentinel–1A és Sentinel–1B. A Sentinel–1B-n elhelyezett felvételező műszer egy műszaki meghibásodás miatt 2021. december 23-a óta ideiglenesen nem üzemel és nem készít képeket. 

## Küldetés
A küldetés lehetőséget biztosít a földfelszín radarképekkel történő folytonos térképezésére, amivel jelentősen hozzájárul a Kopernikusz program egyes szolgáltatásaihoz. A Sentinel–1 műholdak segítségével nyomon követhető a sarkvidéki jégtakaró kiterjedésének változása. Biztosítható a tengeri környezet felügyelete, beleértve az olajfoltok és a hullámzás térképezését, a tengeri közlekedés biztonságának érdekében pedig a hajók detektálását. Naprakész információkat nyújt a természeti katasztrófákról, mint a földrengésekről, az árvizekről és a földfelszín mozgásairól. Alkalmazzák a mezőgazdaságban, az erdőgazdálkodásban és a felszínborítás vizsgálatában is.

## Története
A Sentinel–2 az Európai Űrügynökség (ESA), az Európai Bizottság, az ipar, a szolgáltatók és a felhasználók közötti szoros együttműködés eredménye. A Thales Alenia Space és az Airbus Defence and Space vezette közel 60 tagból álló konzorcium tervezte és építette az űreszközöket. A Sentinel–1A és Sentinel–1B műholdat is a Francia Guyanaban található Kourunál fekvő Guyana Űrközpontból bocsátották fel az űrbe Szojuz hordozórakéta segítségével, az előbbit 2014. április 3-án, míg az utóbbit 2016. április 25-én. A műholdak napszinkron, közel-poláris, 98,18 fokos hajlásszögű pályán 693 km magasságban haladnak, és 98,6 percenként kerülik meg a Földet.

## Jellemzői
A műholdakat 7 éves életciklusra tervezték, de az energiaellátás és a hajtóanyagok lehetővé teszik a 12 éves élettartamot is.  Egy eszköz 12 naponta biztosít ismételt fedést ugyanarról a területről, ami két műhold estén már 6 napos időbeli felbontást jelent. Egy műhold 12 nap, két műhold 6 nap alatt képes a teljes Földet felvételezni. A csökkenő és emelkedő pályán történő képkészítéssel az Egyenlítőn a visszatérési idő 3 napra, a sarkvidékeken 1 napra csökken. A műholdon egy SAR (Synthetic Aperture Radar) C–sávban, vagyis 5,405 GHz frekvencián felvételező műszert helyeztek el.
A felhasználás szempontjából 4 szenzormódot lehet megkülönböztetni:
1. Stripmap (SM): 80 km-es sávban 5 m × 5 m-es térbeli felbontással készít képeket. Hat ilyen sáv van és mindegyik esetén az antenna fix azimuttal és magassági ponttal adja le a jeleket. Csak kivételes esetekben használják ezt a módot, főleg katasztrófavédelemben.
2. Interferometric Wide swath (IW): a fő képkészítési mód szárazföld felett, 250 km széles sávban 5 m × 20 m-es térbeli felbontással készít felvételeket. Az antennasugár ciklikus kapcsolgatásával felvételez három szomszédos alsávban (sub-swaths). Nagy pásztaszélesség és magasabb radiometrikus minőség érhető el vele.
3. Extra-Wide swath (EW): hasonló az IW-hez, viszont 5 alsávban, 400 km-es pásztaszélességben és 20 m × 40 m-es térbeli felbontásban felvételez. Főleg a tengerek felett, a sarkkörökön, jég és olajfolt monitorozásra és biztonsági szolgáltatásokhoz használják.
4. Wave mode (WV): Kis különálló 20 km × 20 km -es egységekre készít felvételeket 5 m × 5 m-es térbeli felbontásban. 100 km-ként különböző látószögből felvételez, és az azonos látószögű képek közötti távolság 200 km.

## Az űrfelvételek letöltése
A műholdképek bárki számára hozzáférhetők és ingyenesen letölthetők a Copernicus Open Access Hub-ról. A terméktípus és feldolgozottsági szint szempontjából 3 kategóriát különböztetünk meg:
- Level–0: a tömörített és fókusz nélküli nyers SAR adat. Ez az alapadat, amiből a többi magasabb szintű termék levezethető.
- Level–1: ez a felhasználóknak leginkább szánt adat. A Level–0 szintből állítható elő, és ebből vezethető le a Level–2. A Level–1 termék feldolgozható SLC (Single Look Complex) és GRD (Ground Range Detected) termékké. Az SLC megőrzi a fázisinformációkat és a ferdetávolságban mért geometriát, és ezekből az adatokból tudunk interferometriát számolni. A GRD a detektált amplitúdót tartalmazza, és a multi–looked technika segítségével csökkentik a benne lévő zajokat. A ferdetávolságot felszíni távolságra vetítik (WGS84) és a domborzat magasságával korrigálják.
- Level–2: A Level–1-ből levezetett geofizikai termék, ami az alábbi komponenseket tartalmazza: (1) Ocean Wind field (OWI), (2) Ocean Swell spectra (OSW), (3) Surface Radial Velocity (RVL).